# Refuge faunique national de Lower Suwannee
 Le Lower Suwannee National Wildlife Refuge (LSNWR) fait partie du National Wildlife Refuge System des États-Unis. Il est situé dans les comtés du sud-est de Dixie et du nord-ouest de Levy sur la côte ouest de la Floride, à environ cinquante milles au sud-ouest de la ville de Gainesville. 
Les 210 km² du refuge faunique ont été créés en 1979 pour protéger l'un des plus grands réseaux de deltas fluviaux non développés des États-Unis. Il comprend 32 km de l'estuaire de la rivière Suwannee et 32 km de littoral. L'afflux constant de nutriments de la rivière Suwannee, combiné à de nombreuses îles au large des côtes et des ruisseaux à marée, crée un excellent habitat faunique qui abrite des pygargues à tête blanche, des lamantins, des esturgeons, des cerfs et des dindons, pour ne nommer que quelques-unes des espèces présentes. 
Pour les touristes, le refuge propose l'observation des oiseaux et de la faune, la photographie de la faune, la pêche, le canoë, la chasse et des promenades d'interprétation. Depuis 2005, une visite guidée de la faune est en construction et plusieurs promenades et tours d'observation offrent des vues sur la faune et l'habitat du refuge. 

## Ressources fauniques

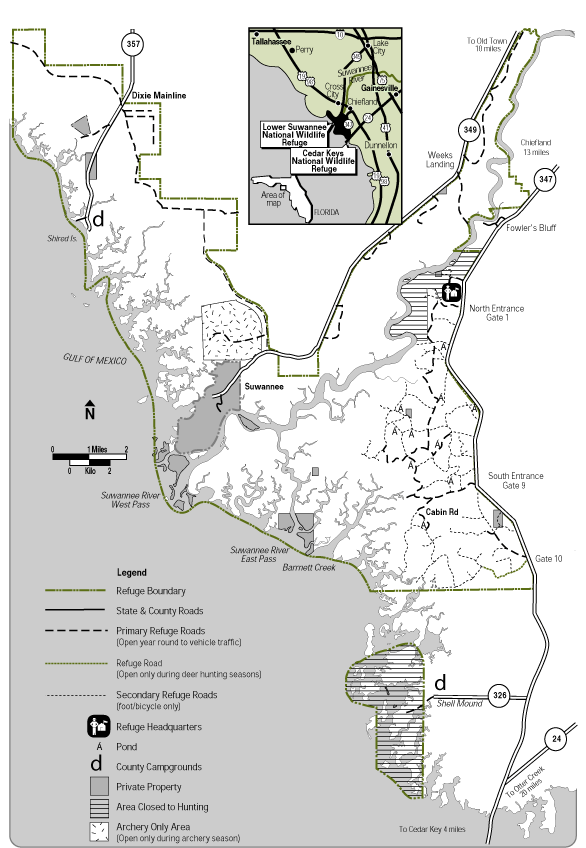
Carte du refuge faunique

La rivière Suwannee et les marécages de feuillus des plaines avoisinantes, les forêts de pins, les marais de cyprès, les criques et les vastes marais salants fournissent chaque année un habitat à des milliers de créatures. De nombreuses espèces, dont le cerf de Virginie, le dindon sauvage, le lynx roux, la chauve - souris, l'alligator, le raton laveur et la loutre de rivière, sont présentes tout au long de l'année — nourrissant, nichant, flânant et errant dans les forêts et les marécages. L'esturgeon du golfe, le campagnol des marais salants de Floride, le serpent indigo oriental, la tortue gophère et le tantale d'Amérique sont des exemples d'espèces menacées ou en voie de disparition qui trouvent un habitat convenable dans le refuge. De nombreux oiseaux, dont le naucler à queue fourchue, le pygargue à tête blanche, le balbuzard pêcheur, la paruline orangée et des dizaines d'espèces d'oiseaux de rivage utilisent le refuge de façon saisonnière puis migrent plus au sud pendant les mois d'hiver. Plus de 250 espèces d'oiseaux ont été identifiées sur le refuge, dont 90 au moins y nichent. 
Les marais salés côtiers intacts du refuge, les criques et les vasières sont parmi les écosystèmes les plus productifs au monde. Ces zones constituent un important habitat de recherche de nourriture pour des milliers de limicoles, comme les bécasseaux, limnodromes, huîtriers américains, tournepierres à collier, pluviers, ainsi que des canards plongeurs. 
Des échassiers apparaissent en été, notamment des ibis blancs d'Amérique, des grandes aigrettes, des aigrettes neigeuses, des hérons garde-bœufs, du grand héron bleu, du petit héron bleu, l'aigrette bleue et du héron tricolore, ainsi que du courlan brun et du tantale; beaucoup d'entre eux se nourrissent le long de la Suwannee et se perchent dans les îles de la réserve faunique nationale de Cedar Keys à proximité. 
Ces refuges servent également de précieuses nurseries pour les poissons, les crevettes, les crustacés et les tortues marines juvéniles. Des poissons d'eau douce, comme l'achigan à grande bouche, l'achigan Suwannee, le crapet arlequin, le crapet à oreilles rouges et le poisson-chat de rivière se trouvent dans la rivière et ses criques. Le lamantin des Antilles et le grand dauphin peuvent souvent être vus dans la rivière Suwannee et juste au large où la rivière rencontre le golfe du Mexique. 

Les enquêtes et recensements sur la faune fournissent des informations utiles concernant diverses espèces de refuge, notamment le pygargue à tête blanche, le cerf-volant à queue d'hirondelle, les oiseaux nicheurs et les amphibiens. Dans le cadre de permis d'utilisation spéciale, l'Université de Floride et le United States Geological Survey participent à des activités de recherche en cours sur le refuge de diverses espèces, notamment les campagnols des marais salants et les moustiques. 

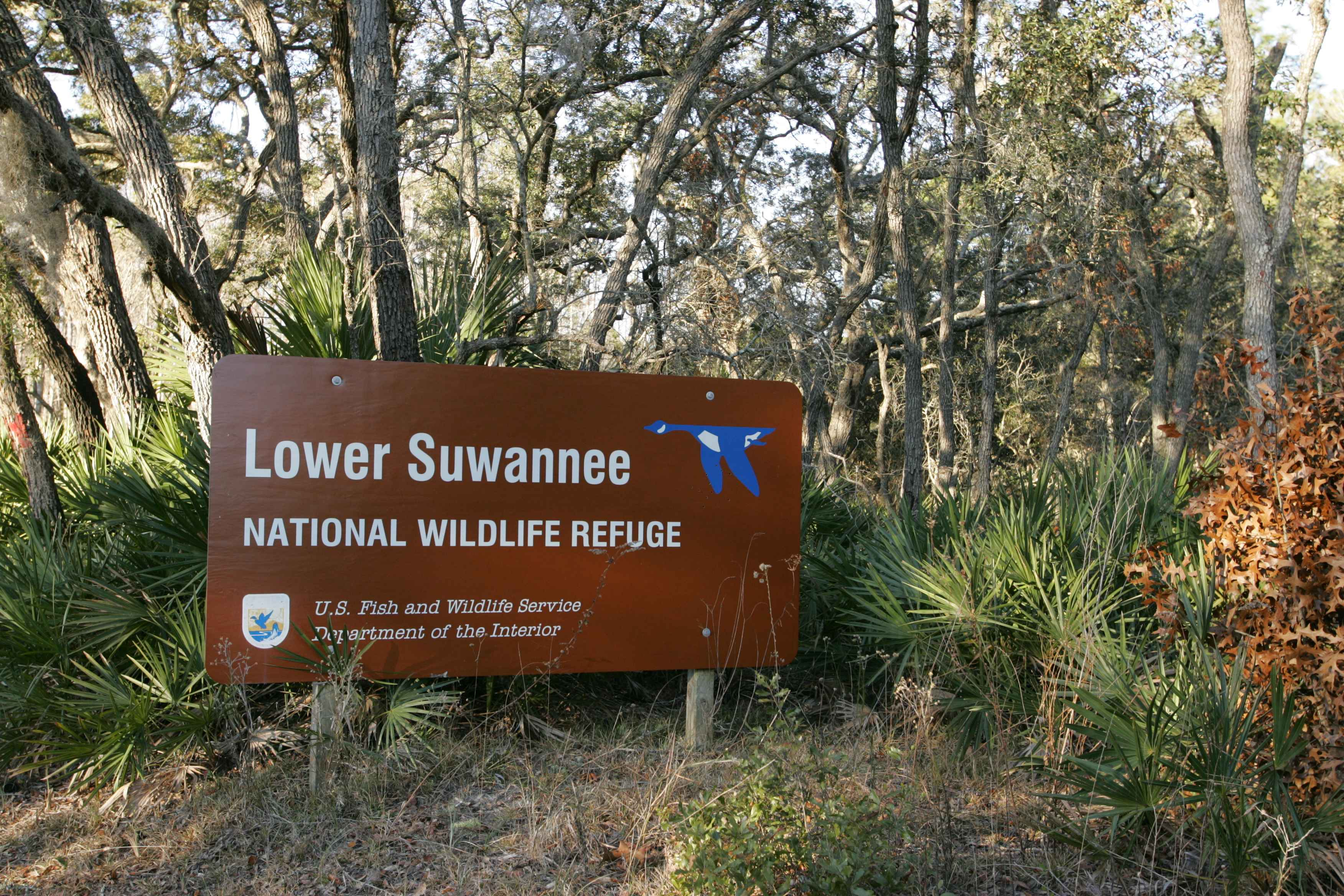
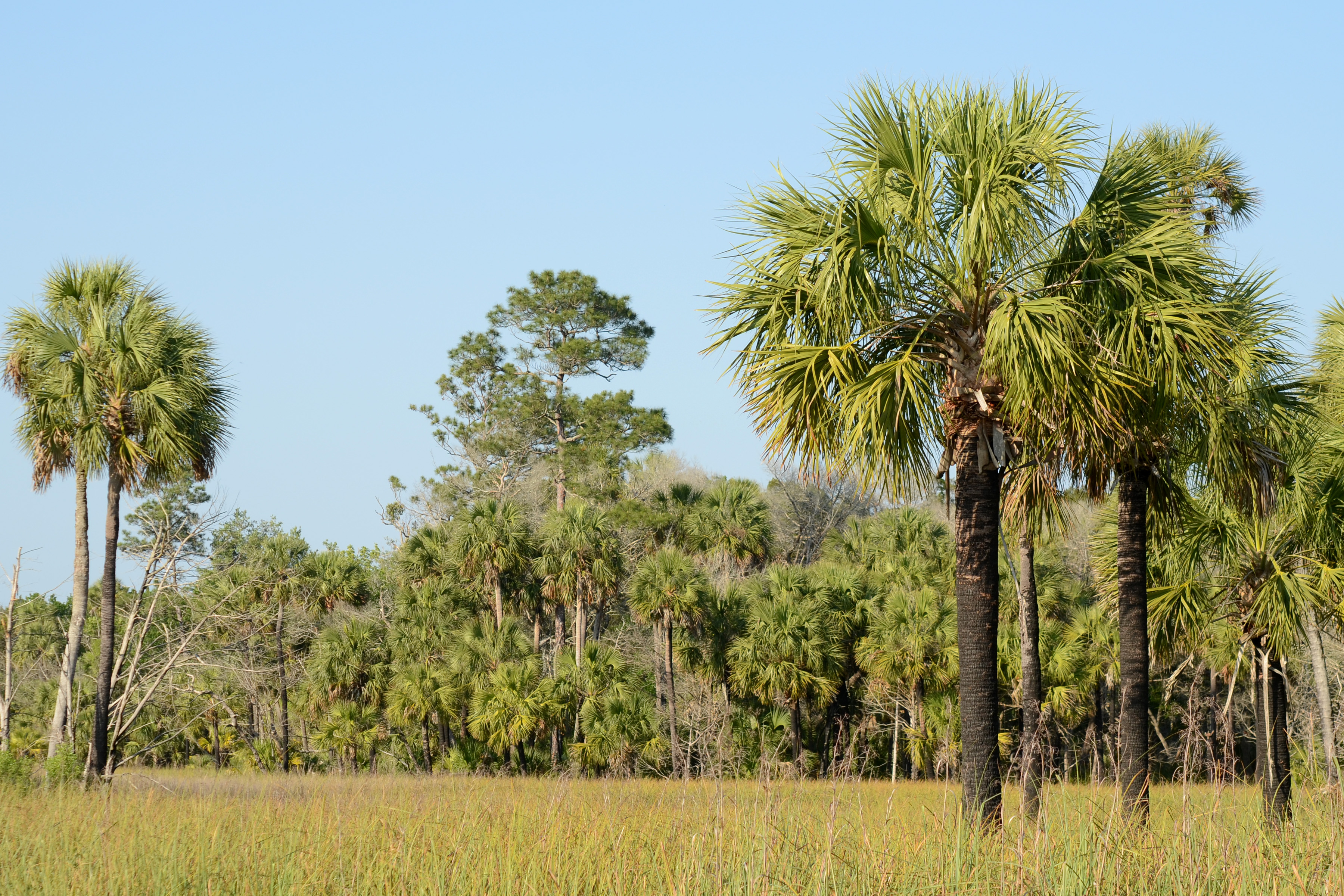
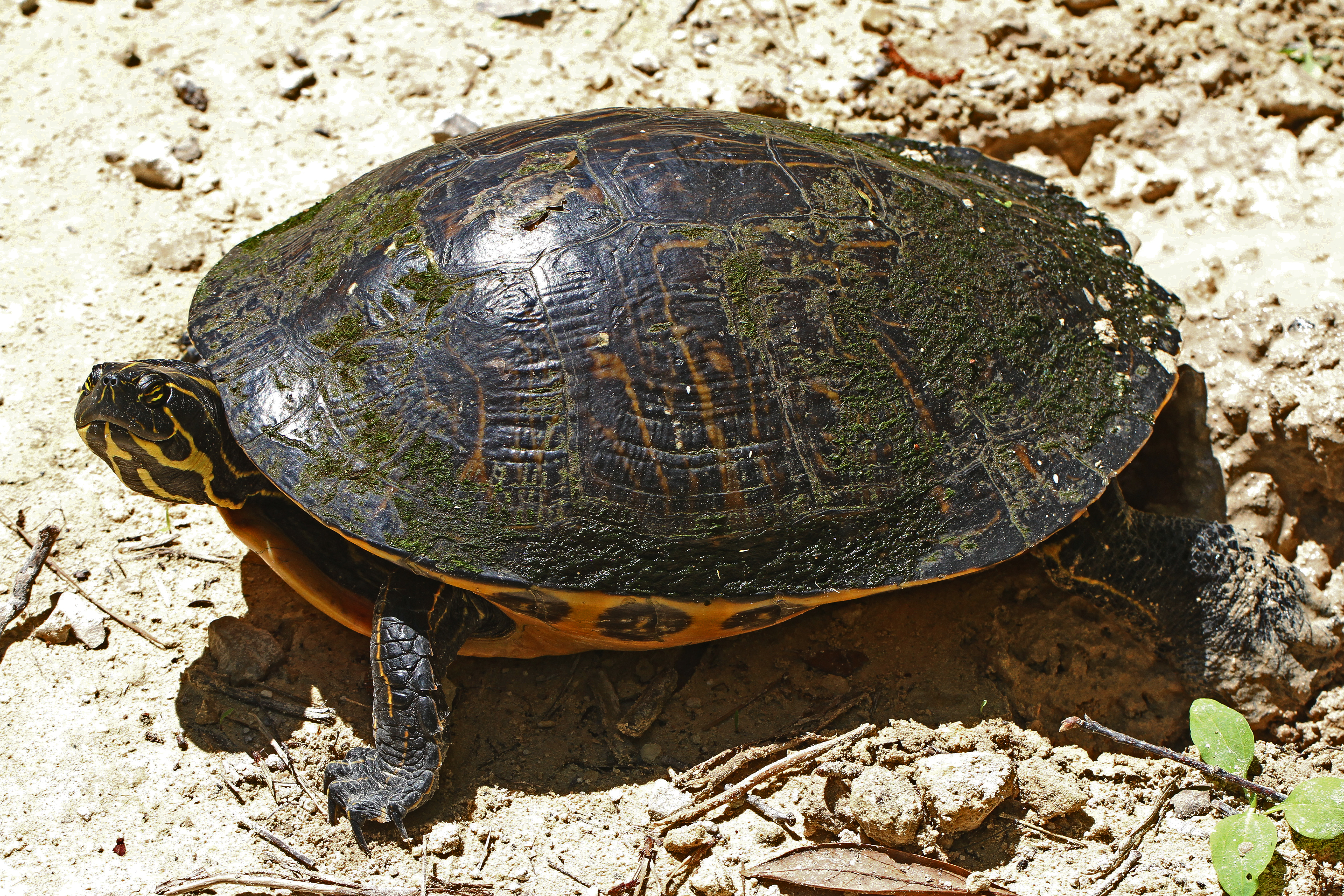
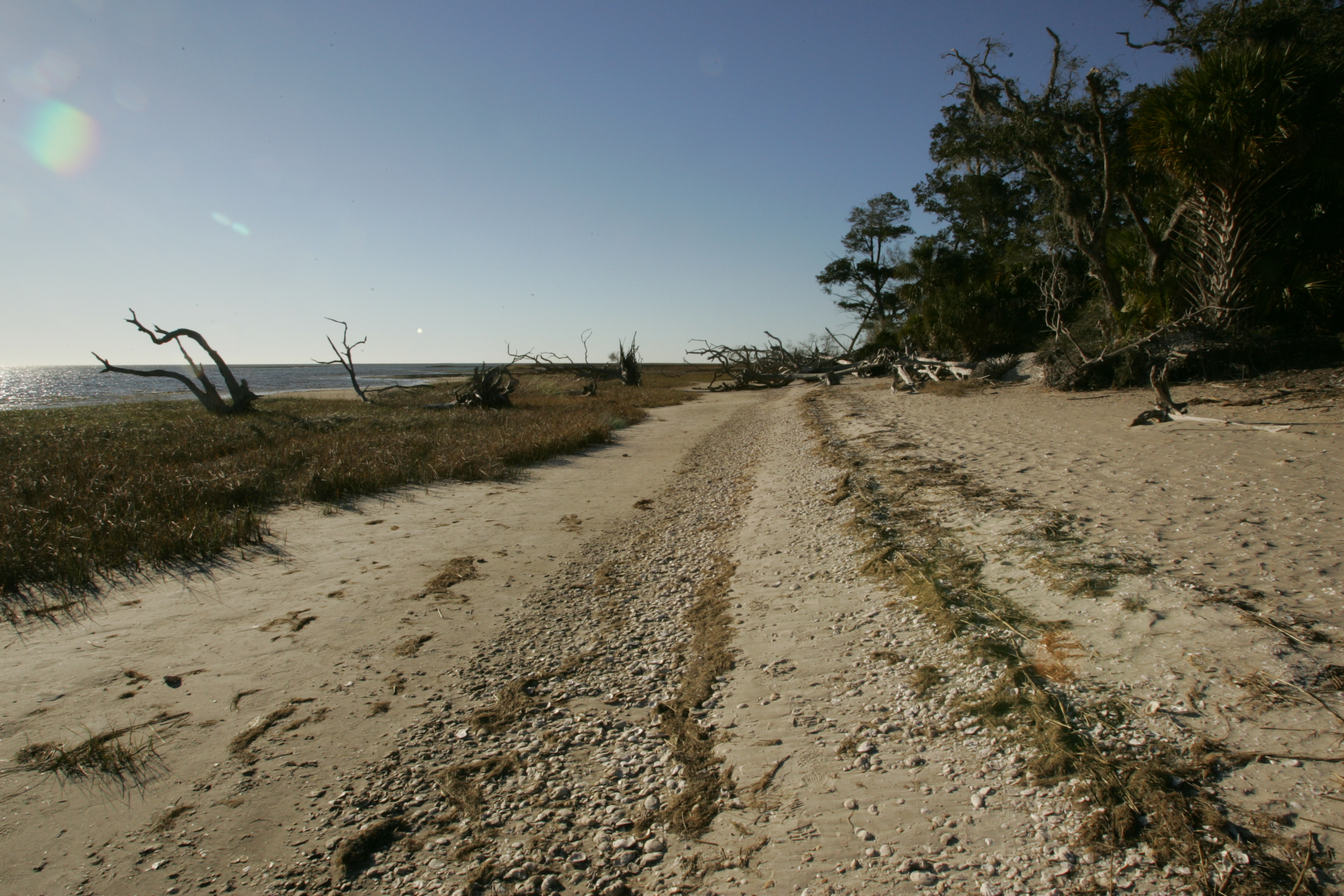